# Pirro Maria Gabrielli
Pirro Maria Gabrielli, né le 1er avril 1643 à Sienne et mort dans cette même ville le 19 décembre 1705, est un scientifique italien, fondateur de l’Académie des Fisiocritici.

## Biographie
Né à Sienne, le 1er avril 1643, d’une des nobles familles de cette ville, il s’appliqua d’abord à la jurisprudence et à la philosophie ; les sciences naturelles attirèrent ensuite son attention. Il cultiva même l’anatomie et la médecine, la chimie et la botanique. Devenu professeur de botanique, et de médecine théorétique à l’Université de Sienne, il fonda, dans cette ville, le 17 mars 1691, l’Académie des Fisiocritici sous le titre de Colonia arcadica fisiocritica, et fit tracer, aux frais du jurisconsulte Girolamo Landi, dans la salle où cette académie s’assemblait, une ligne méridienne, à laquelle il donna le nom de Heliometro Fisiocritico. La physique expérimentale commençait alors à naître. Gabrielli forma, pour son académie, un riche cabinet de machines propres aux expériences. Il mourut le 19 décembre 1705, âgé de 62 ans.

## Œuvres
On a de lui :
- Tavole perpetue, calcolate a giusta misura degli orioli sanesi per uso principalmente degli ecclesiastici, Sienne, Bonetti, 1702.
- Heliometro fisiocritico, o vero La meridiana sanese, Sienne, Bonetti, 1705 (lire en ligne).

Il avait commencé un travail sur la machine pneumatique, avec la description des expériences qu’il avait faites au moyen de cet instrument ; il s’occupait aussi d’un Traité des éphémérides, mais il n’eut le temps d’achever ni l’un ni l’autre.